# Chrysochlamys colombiana
Chrysochlamys colombiana là một loài thực vật có hoa trong họ Bứa. Loài này được (Cuatrec.) Cuatrec. mô tả khoa học đầu tiên năm 1950.